# Just Another Crime in... Massacreland
Just Another Crime in... Massacreland è un album del gruppo musicale hardcore punk brasiliano Ratos de Porão.

## Tracce
1. Money
2. Massacreland
3. Diet Paranoia
4. Satanic Bullshit
5. Breaking All The Ruler
6. C.R.A.C.K.
7. Video Macumba
8. The Right Side Of a Wrong Life
9. Suposicollor
10. Real Enemies
11. Quando Ci Vuole, Ci Vuole
12. Bad Trip
13. Ultra Seven no UTA